# Episodi de Il trenino Thomas (quinta stagione)
La quinta stagione de Il trenino Thomas è stata trasmessa in prima visione assoluta in Regno Unito dal 14 settembre al 19 ottobre 1998, sul canale Cartoon Network. In Italia è stata trasmessa su Playhouse Disney e JimJam.
| nº | Titolo originale                     | Titolo italiano                     | Prima TV UK       |
| -- | ------------------------------------ | ----------------------------------- | ----------------- |
| 1  | Cranky Bugs                          | Cranky la gru                       | 14 settembre 1998 |
| 2  | Horrid Lorry                         | Odiosi camion                       | 15 settembre 1998 |
| 3  | A Better View for Gordon             | Aria di guai                        | 16 settembre 1998 |
| 4  | Lady Hatt's Birthday Party           | La festa di compleanno di Lady Hatt | 17 settembre 1998 |
| 5  | James & The Trouble with Trees       | Temporale per James                 | 18 settembre 1998 |
| 6  | Gordon and the Gremlin               | Gordon e il folletto                | 21 settembre 1998 |
| 7  | Bye George!                          | Addio George!                       | 22 settembre 1998 |
| 8  | Baa!                                 | L'ariete                            | 23 settembre 1998 |
| 9  | Put Upon Percy                       | Percy è sfruttata                   | 24 settembre 1998 |
| 10 | Toby and the Flood                   | Toby e l'alluvione                  | 25 settembre 1998 |
| 11 | Haunted Henry                        | Henry stregato                      | 28 settembre 1998 |
| 12 | Double Teething Troubles             | Un diesel novellino                 | 29 settembre 1998 |
| 13 | Stepney Gets Lost                    | Stepney si smarrisce                | 30 settembre 1998 |
| 14 | Toby's Discovery                     | La scoperta di Toby                 | 1º ottobre 1998   |
| 15 | Something in the Air                 | Henry a mollo                       | 2 ottobre 1998    |
| 16 | Thomas, Percy and the Old Slow Coach | La vecchia carrozza lenta           | 5 ottobre 1998    |
| 17 | Thomas & the Rumours                 | Non dar retta alle dicerie!         | 6 ottobre 1998    |
| 18 | Oliver's Find                        | La scoperta di Oliver               | 7 ottobre 1998    |
| 19 | Happy Ever After                     | E vissero tutti felici e contenti   | 8 ottobre 1998    |
| 20 | Sir Topham Hatt's Holiday            | Le vacanze di Pallone Gonfiato      | 9 ottobre 1998    |
| 21 | A Surprise for Percy                 | Una sorpresa per Percy              | 12 ottobre 1998   |
| 22 | Make Someone Happy                   | Fai felice qualcuno                 | 13 ottobre 1998   |
| 23 | Busy Going Backwards                 | Indietro tutta                      | 14 ottobre 1998   |
| 24 | Duncan Gets Spooked                  | Scherzetto per Duncan               | 15 ottobre 1998   |
| 25 | Rusty and the Boulder                | Rusty e il masso                    | 16 ottobre 1998   |
| 26 | Snow                                 | La valanga                          | 19 ottobre 1998   |

## Cranky la gru
Al porto di Brendam arriva Cranky, una gru che prende in giro e dà fastidio a Thomas e Percy perché dall'alto sembrano minuscole. Una notte, durante una tempesta, Gordon, Henry, James e Duck rimangono bloccate in un deposito crollato, e Cranky viene abbattuto da un vecchio piroscafo, e ha bisogno dell'aiuto delle locomotive.

## Odiosi camion
Quando Percy arriva al porto in ritardo una mattina, Cranky si arrabbia, e dice che le navi non possono aspettare. Il giorno dopo, Cranky è contento perché sull'isola arrivano tre nuovi, maleducati e sgarbati, camion. I camion intimidiscono le locomotive, ma alla fine la situazione si ribalta perché tutti e tre fanno incidenti e vengono mandati via.

## Aria di guai
Gordon si lamenta del fatto che la nuova stazione dovrebbe avere una vista panoramica per le grandi locomotive come lui. Quel giorno, mentre collaudano la stazione, Gordon rompe i suoi freni e sfonda il muro della stazione, però non precipitando dalle rotaie. Perciò, quando Gordon viene salvato, il suo buco viene lasciato, così da permettere di avere una vista panoramica.

## La festa di compleanno di Lady Hatt
È la festa di compleanno di Lady Hatt, e Pallone Gonfiato si sta dirigendo alla festa. Però, mentre andava alla festa, la sua automobile colpisce una buca nella strada, rimanendo in panne. Perciò, l'automobile Caroline lo porta per un pezzo, poi il suo motore si surriscalda. George il rullo compressore lo porta per un altro pezzo, ma finisce nel fango, sporcando la giacca di Pallone Gonfiato. Fortunatamente, Thomas era nei paraggi e porta Pallone Gonfiato alla festa in tempo.

## Temporale per James
James si vanta della sua vernice, ed ignora gli avvertimenti di Henry e Terence riguardanti alberi troppo vicini ai binari che potrebbero crollare, visto l'imminente temporale. Mentre sta facendo una consegna, James s'imbatte in un vecchio albero che cade sui binari. L'albero stava per finire addosso a James, ma Thomas lo salva in tempo.

## Gordon e il folletto
Gordon viene scelto da Pallone Gonfiato per portare una signora molto importante in stazione, dove Thomas la deve accompagnare ad una festa. Però, Gordon ha problemi durante la preparazione per il viaggio, quando la sua caldaia non si scalda bene e la piattaforma girevole dello scalo non funziona, e le locomotive danno colpa ai folletti. Gordon non è d'accordo, fino a quando il cane della signora importante scappa e causa scompiglio.

## Addio George!
George è di nuovo sulle spine. È sgarbato e maltratta Skarloey, Rheneas e Percy, poi asfalta delle rotaie e fa deragliare Thomas, facendolo finire in una stalla. Il giorno dopo, George blocca la strada a Duck e un vagone della locomotiva viene distrutto da Gordon che passa di lì con l'espresso. Dopo aver sentito tutto lo scompiglio causato da George, Pallone Gonfiato lo punisce impedendogli di lavorare per una settimana.

## L'ariete
A Sodor ogni estate si tiene il concorso per la "Stazione più fiorita", cioè quella decorata con più fiori. Però, Percy incontra un ariete mentre sta portando delle decorazioni a Maithwaite. Più tardi, dopo aver consegnato le decorazioni, l'ariete raggiunge Maithwaite e distrugge tutti i fiori, o almeno è ciò che pensano, quando il capostazione si accorge che l'ariete ha chiuso nella sala d'aspetto tre ragazzi, cioè gli artefici del guaio. Però, Maithwaite vince comunque il premio.

## Percy è sfruttata
Percy è stanco, sta lavorando da tutto il giorno e, a peggiorare le cose, Thomas lo prende in giro. Mentre lavora alla miniera di carbone, dei vagoni sbattono contro un pilastro, facendo crollare la miniera. Percy scappa, ma rimane intrappolato in una valanga, ma fortunatamente viene trovato e salvato. Per ricompensare Percy, Pallone Gonfiato lo fa riverniciare e Thomas si scusa per averlo preso in giro.

## Toby e l'alluvione
Dopo settimane di pioggia, Toby va a controllare una diga sulla sua linea secondaria. Mentre è sopra di essa, si accorge che è crepata, e scappa. Alla fine, parte della diga si rompe. Sulla via del ritorno, un ponte che passa sul fiume si rompe a causa dell'innalzamento del livello dell'acqua e Toby rimane intrappolato. Fortunatamente, Percy ed Harold lo salvano, e la diga viene riparata.

## Henry stregato
Edward avverte Henry di stare attento alla fitta nebbia, che rende tutto spettrale. Henry non gli dà retta, fino a quando non passa in una foresta desolata e davanti a una stazione. Il giorno successivo, Henry sta portando un treno merci, quando i carri vedono la stazione ed un fantasma, e si mettono a spingere, finendo per precipitare da un burrone a causa di una frana che ostruiva i binari. Alla fine, il fantasma era il vecchio Bailey, che li voleva solo avvertire. Per scusarsi, il macchinista e il fuochista di Henry chiedono a Pallone Gonfiato di ripristinare la stazione del vecchio Bailey, e ci riescono.

## Un diesel novellino
Siccome Bill e Ben continuano a litigare, alla cava arriva un diesel novellino con problemi al sistema di raffreddamento del motore. Il giorno dopo, il diesel novellino aiuta Bill e Ben con un treno, ma si guasta e i gemelli devono portarlo indietro.

## Stepney si smarrisce
Stepney si prende una pausa dal lavoro con Rusty e va a lavorare alla cava con Toby e Mavis. Tuttavia, mentre traina un treno merci, si perde e finisce in fonderia, dove i diesel 'Arry e Bert cercano di rottamarlo. Fortunatamente, Pallone Gonfiato lo trova in tempo e Stepney viene salvato.

## La scoperta di Toby
Un giorno, Toby sbaglia strada e scopre un'antica miniera. Toby è spaventato, e a peggiorare le cose, Thomas gli racconta che nella miniera si aggira il fantasma del "Vecchio Guerriero". Però, quando Toby lo incontra davvero, scopre che è solo una locomotiva a scartamento ridotto di nome Bertram, soprannominato "Vecchio Guerriero" per il suo coraggio.

## Henry a mollo
Henry prende in giro Thomas perché gli era caduto addosso una cassa di pesce, e ignora il suo avvertimento riguardo ai binari allagati della linea costiera. Perciò, Henry prende la linea costiera e rimane bloccato nell'acqua.

## La vecchia carrozza lenta
Thomas e Percy trovano una vecchia carrozza da rottamare nota come "la vecchia carrozza lenta", e cercano di aiutare a salvarla e renderla ancora utile. L'occasione giusta arriva quando la baracca degli operai brucia, e necessitano di un alloggio.

## Non dar retta alle dicerie!
Thomas cerca di salvare la sabbiera dei bambini dalla chiusura, quando Percy avverte tutti del fatto che Harold sta sorvolando l'isola con un visitatore importante. Le locomotive traggono come conclusione che Pallone Gonfiato voglia sostituire le locomotive a vapore con gli elicotteri. Gordon cerca di dimostrare di essere migliore di Harold, ma passa con un segnale rosso e finisce in una galleria incompleta. Pallone Gonfiato spiega a Thomas che il visitatore importante stava cercando il luogo adatto per costruire una nuova sabbiera, e che non deve dar retta alle dicerie.

## La scoperta di Oliver
Oliver è triste perché non compie più lunghi viaggi. Quando incontra dei carri che vogliono essere smistati solo da Percy e, per rabbia, li spinge nella piattaforma girevole. Per punirlo, Pallone Gonfiato gli fa trainare il treno della posta per qualche giorno. Una notte, un segnalatore si addormenta e Oliver finisce sulla linea sbagliata, raggiungendo una vecchia stazione fatiscente, accanto a cui era situata una villa. Quando Pallone Gonfiato sente la notizia, escogita un piano per riaprire la villa ai turisti.

## E vissero tutti felici e contenti
Percy viene incaricato di trovare qualcosa di vecchio, di nuovo, di prestato e di azzurro per il pacchetto di buona fortuna da dare alla figlia della signora Kyndley per il suo matrimonio. Percy riesce a trovare tutto: la vecchia carrozza lenta, dei respingenti nuovi, un pianale prestato dallo scalo e Thomas, che è azzurro.

## Le vacanze di Pallone Gonfiato
Pallone Gonfiato organizza una vacanza al mare con la sua famiglia e incarica Thomas di accompagnarlo, ma Lady Hatt, accaldata e stanca, si rifiuta di salire su Annie e Clarabel, definendole vecchie e scomode, e dicendo che potrebbero usarle come cabine da spiaggia. Poco dopo, ci sono altri problemi quando il biplano Farfalla Tigre si schianta e la loro barca rimane incagliata. Percy li porta in salvo e Thomas li porta a casa, con Annie e Clarabel risistemate per Lady Hatt.

## Una sorpresa per Percy
Percy è annoiato e spera che ci siano sorprese durante la giornata, ma Bertie gli dice che le sorprese arrivano quando non se le aspetta. Il suo desiderio si avvera quando dei carri merci si sganciano e scappano, e Percy li salva, con l'aiuto di Pallone Gonfiato e Bertie.

## Fai felice qualcuno
Quando James si lamenta di dover smistare vagoni al posto di trainare treni passeggeri, Thomas gli dice di evitare di essere egoista per una volta. Quando la signora Kyndley è triste perché sua sorella non può farle visita, James si offre di tirarle su il morale.

## Indietro tutta
Toad il carro frenatore è triste perché non può mai guidare i treni merci. Quando un giorno Oliver sta salendo sulla collina di Gordon, i suoi vagoni si sganciano e Toad impara a stare attento a ciò che desidera.

## Scherzetto per Duncan
Duncan prende in giro Peter Sam quando i suoi carri di ardesia cadono da un vecchio ponte, dicendo che i loro spiriti lo perseguiteranno. Però, Rusty racconta a Duncan di una locomotiva fantasma che attraversa il ponte di notte. Duncan non ci crede, ma Peter Sam e il macchinista e il fuochista di Duncan creano un piano per spaventarlo.

## Rusty e il masso
Una nuova cava è in costruzione sotto una montagna dove è situato un grande masso. Rusty è preoccupato che il masso lo stia guardando. Il giorno seguente, il masso cade e causa distruzione dovunque va, inseguendo Rusty, Skarloey e Rheneas, e finendo per distruggere un deposito. Pallone Gonfiato ordina la chiusura della cava, e fa spostare il masso su una collina, dove non può più fare danni.

## La valanga
Rusty racconta a Thomas del peggiore inverno sulla ferrovia a scartamento ridotto, quando, dopo una grande nevicata, dei carri provocarono una valanga che precipitò su Skarloey. Skarloey si salvò per un pelo grazie alla sua caldaia calda, che pian piano sciolse la neve. Dopo la storia, Gordon cerca di liberare una galleria dalla neve, però risultando con lui che si riempie di neve. Thomas ride, e osserva che anche una grande locomotiva come Gordon potrebbe ridere dopo essere sopravvissuto a una valanga, come fece Skarloey.

## Distribuzione home video
La stagione venne distribuita in Italia via home video dalla Dynit, attraverso 2 DVD. I DVD sono:
- Temporale per James
- Indietro tutta